# Lombardei-Rundfahrt 2004
Die Lombardei-Rundfahrt 2004 war die 98. Austragung der Lombardei-Rundfahrt  und fand am 16. Oktober 2004 statt. Die Gesamtdistanz des Rennens betrug 246 Kilometer. Es siegte Damiano Cunego vor Michael Boogerd und Ivan Basso.

## Teilnehmende Mannschaften
| Acqua & Sapone-Caffè Mokambo Alessio-Bianchi Ceramica Panaria-Margres | Cofidis-Le Crédit par Téléphone De Nardi-Piemme Telecom Domina Vacanze-Elitron | Fassa Bortolo Team Gerolsteiner Illes Balears-Banesto | Lampre-Daikin Landbouwkrediet-Colnago Liberty Seguros | Lotto-Domo Phonak Hearing Systems Quick Step-Davitamon | Rabobank Saeco Macchine per Caffè Saunier Duval-Prodir | T-Mobile Team Team CSC Vini Caldirola-Saunier Duval |

## Ergebnis
| Rang | Fahrer            | Land        | Team                     | Zeit       |
| ---- | ----------------- | ----------- | ------------------------ | ---------- |
| 1    | Damiano Cunego    | Italien     | Saeco Macchine per Caffè | 6h 17' 55" |
| 2    | Michael Boogerd   | Niederlande | Rabobank                 | + 0"       |
| 3    | Ivan Basso        | Italien     | Team CSC                 | + 0"       |
| 4    | Cadel Evans       | Australien  | T-Mobile Team            | + 0"       |
| 5    | Daniele Nardello  | Italien     | T-Mobile Team            | + 2"       |
| 6    | Marzio Bruseghin  | Italien     | Fassa Bortolo            | + 17"      |
| 7    | Eddy Mazzoleni    | Italien     | Saeco Macchine per Caffè | + 17"      |
| 8    | Dario Frigo       | Italien     | Fassa Bortolo            | + 17"      |
| 9    | Franco Pellizotti | Italien     | Alessio-Bianchi          | + 17"      |
| 10   | Luca Mazzanti     | Italien     | Ceramica Panaria-Margres | + 17"      |